# Billy Meredith
Billy Meredith, celým jménem William Henry Meredith (30. července 1874 Chirk – 19. dubna 1958 Withington), byl velšský fotbalista. Hrál nejčastěji na pozici pravého křídelního útočníka. Byl známý pod přezdívkou The Welsh Wizard (Velšský čaroděj).

## Život
Pocházel z hornické rodiny vyznávající metodismus a od dětství pracoval v dole. S fotbalem začal v místním klubu Chirk AAA FC, s nímž v roce 1894 získal Velšský pohár. Krátce hrál také za Nortwich Victoria FC a Wrexham AFC. V roce 1894 uzavřel profesionální smlouvu s Manchester City FC a v jednadvaceti letech se stal jeho kapitánem. V sezóně 1898/1899 pomohl City k historicky prvnímu postupu do Football League First Division a v roce 1904 s ním vyhrál FA Cup. V roce 1905 byl obviněn z úplatkářství a přestože nebyly předloženy spolehlivé důkazy, klub mu zákazal startovat. Rozhodl se proto v následujícím roce přestoupit do rivalského Manchester United FC. V dresu United získal ligový titul v letech 1908 a 1911 a vítězství v anglickém poháru v roce 1909.
Meredith vynikal driblinkem i přesnou střelou, byl jednou z prvních mediálních hvězd světového fotbalu. Mezi fanoušky proslul hubenou postavou i častým žvýkáním párátka. Stál u zrodu odborového svazu profesionálních fotbalistů Players' Union a neúspěšně se pokusil zorganizovat stávku za vyšší mzdy. Roku 1921 se vrátil do Manchester City, kde ukončil v roce 1924 kariéru. Ve věku 49 let a 245 dnů byl nejstarším hráčem v historii klubu. Ve své kariéře odehrál 1 568 soutěžních utkání.
Za reprezentaci Walesu nastoupil v letech 1895–1920 ve 41 utkáních a dal 11 gólů. Byl v týmu, který vyhrál British Home Championship v letech 1907 a 1920. V březnu 1920 přispěl k vůbec první výhře Walesu na půdě Anglie.
Po ukončení kariéry se stal podnikatelem, provozoval biograf a hotel. Krátce také trénoval klub Manchester Central FC. V roce 1926 hrál fotbalového trenéra v němém filmu The Ball of Fortune. Měl staršího bratra Sama, jenž byl také velšským fotbalovým reprezentantem. Jeho zeť Charlie Pringle hrál za Manchester City a národní tým Skotska.
Je pohřben na Souhern Cemetery v Manchesteru. Posmrtně byl zařazen do English Football Hall of Fame. V Manchesteru je po něm také pojmenována ulice Billy Meredith Close.